# マヌエル・ベンソン
マヌエル・ベンソン・ヘジラツィオ（Manuel Benson Hedilazio, 1997年3月28日 - ）は、ベルギー・ロケレン出身のサッカー選手。バーンリーFC所属。ポジションはMF。

## 経歴
2014年4月19日のKVオーステンデ戦でプロデビュー。
2019年9月にロイヤル・アントワープFCに完全移籍した。2021年1月26日、PECズウォレにシーズン終了まで期限付き移籍した。
2022年8月4日、バーンリーFCに4年契約で移籍した。

## タイトル
ヘンク
- ベルギー・スーパーカップ：2019

ロイヤル・アントワープ
- ベルギーカップ：2019-20

バーンリー
- EFLチャンピオンシップ：2022-23